# Eustemides carama
Eustemides carama är en fjärilsart som beskrevs av Druce 1904. Eustemides carama ingår i släktet Eustemides och familjen tandspinnare. Inga underarter finns listade i Catalogue of Life.